# Water-cementfactor
De water-cementfactor (afgekort: W/C of wcf) is de verhouding van de hoeveelheid water tot de hoeveelheid cement in een betonmengsel, en is in praktijk dé factor die allerlei betoneigenschappen bepaalt. Deze factor werd voor het eerst beschreven door de Amerikaanse onderzoeker Duff Abrams.

## Eigenschappen bepaald door W/C-factor

### Druksterkte

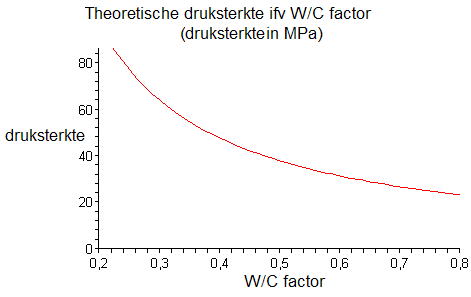
Theoretische druksterkte van beton als functie van de water-cementfactor

De W/C-factor wordt vooral gebruikt bij de berekening van de druksterkte van het beton. Daarvoor gebruikt men een empirische formule, zoals:
{\displaystyle f_{\mathrm {c} }=f_{\mathrm {cem} }0{,}46\left({\frac {C}{W}}-0{,}06\right)}
- fc de bekomen druksterkte;
- fcem is de druksterkte van het gebruikte cement, praktisch gezien 32,5 / 42,5 of 52,5 MPa.
- W de massa water in het beton;
- C de massa cement in het mengsel. Soms worden hier ook bijvoegsels (silica fume, vliegas, e.d.) bij gerekend, eventueel met een factor, aangezien die dezelfde rol als het cement spelen.

Let erop: in de formule komt het omgekeerde van de water-cementfactor voor!
De formule geldt voor een W/C-factor groter dan 0,3. Dat is namelijk het minimale watergehalte nodig voor de hydratatiereactie tussen het cement en het water. Bij een lagere W/C-factor kan het beton erg moeilijk in vorm worden gebracht (te droog), en kan de chemische reactie niet volledig gebeuren, waardoor de sterkte opnieuw zal dalen (zie ook Hydratatie).

### Permeabiliteit

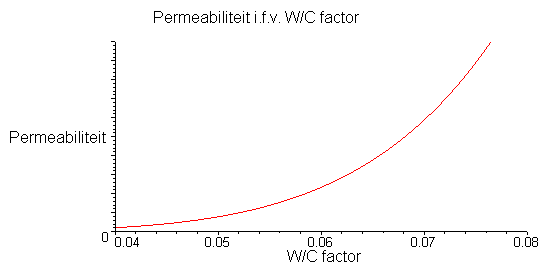
Permeabiliteit als functie van de W/C-factor

Ook de permeabiliteit (waterdoorlaatbaarheid) en daarmee de duurzaamheid van het beton, hangt sterk af van de W/C-factor. In "zachte" omstandigheden (een altijd droge binnenmuur) mag een W/C-factor tot 0,65 gebruikt worden: een dergelijk beton wordt toch niet aan instroom van voor het beton schadelijke ionen blootgesteld.
Buitenmuren (geen contact met strooizout), buitenmuren mét strooizout-contact en muren in contact met zeewater vereisen stelselmatig een lagere W/C-factor: in het laatste geval zal een factor < 0,4 nodig zijn, dit om de levensduur te verlengen.

### Voordelen hoge W/C-factor
Uit voorgaande zou bijna blijken dat de W/C-factor zo klein mogelijk genomen moet worden, maar bij een lagere W/C-factor:
- is het beton zeer droog (weinig vloeibaar) en raakt aldus moeilijk in vorm;
- is de hydratatiegraad van het cement lager (door een tekort aan water kan niet alle cement reageren);
- stijgt de warmteproductie in het beton, wat tot scheuren kan leiden.

### Conclusie
De W/C-factor van een te storten beton ligt vast in normen (NBN, NEN) en geeft een minimum W/C-factor als functie van de omgeving waarin het beton wordt toegepast.
Water toevoegen om de vloeibaarheid van het beton te beïnvloeden is fout. Er bestaan andere hulpstoffen, zogenaamde 'plastificeerders', 'superplastificeerders' en 'hyperplastificeerders' die de vloeibaarheid beïnvloeden maar niet de W/C-factor of de weerstand van het beton. Ook hier geldt de regel "te" is te veel.
De mate van plasticiteit van beton wordt bepaald met de gestandaardiseerde 'kegel van Abrams', ontwikkeld door Duff Abrams.
Beton voor (gewapend beton) constructies wordt vrijwel uitsluitend geleverd door gespecialiseerde 'betoncentrales', waar de gewenste samenstelling en kwaliteit van het beton kan worden gewaarborgd.